# Ophiorrhiza hunanica
Ophiorrhiza hunanica är en måreväxtart som beskrevs av Hsien Shui Lo. Ophiorrhiza hunanica ingår i släktet Ophiorrhiza och familjen måreväxter. Inga underarter finns listade i Catalogue of Life.